# Eparchie Saint Peter the Apostle of San Diego
Die Eparchie Saint Peter the Apostle of San Diego (lat.: Eparchia Sancti Petri Apostoli urbis Sancti Didaci Chaldaeorum) ist eine in den USA gelegene Eparchie der chaldäisch-katholischen Kirche mit Sitz in El Cajon.

## Geschichte
Die Eparchie Saint Peter the Apostle of San Diego wurde am 21. Mai 2002 durch Papst Johannes Paul II. mit der Apostolischen Konstitution Nuper Synodus aus Gebietsabtretungen der Eparchie Saint Thomas the Apostle of Detroit errichtet. Erster Bischof des neugegründeten Bistums war Sarhad Yawsip Hermiz Jammo.